# Anthony Carter
Anthony Bernard Carter (Milwaukee, Wisconsin, 16 de junio de 1975) es un exjugador de baloncesto estadounidense que disputó 13 temporadas en la NBA. Con 1,85 metros de estatura, jugaba en el puesto de base. Desde 2023 es entrenador asistente de los Memphis Grizzlies. Es el padre del actual jugador profesional Devin Carter.

## Trayectoria deportiva

### Universidad
Carter jugó a nivel universitario en el Saddleback Community College en Mission Viejo (California) (1994-1996), luego jugó con los Warriors de la Universidad de Hawái (1996–1998).

### Profesional
Tras no ser seleccionado en el Draft de la NBA de 1998, pasó una temporada en los Yakima Sun Kings CBA china. 
Luego pasó cuatro temporadas con los Miami Heat. 
Después tuvo un paso corto por las San Antonio Spurs por culpa de una lesión y estuvo dos temporadas en Minnesota Timberwolves. 
Tras una breve experiencia en Italia en 2007, ficharía por los Denver Nuggets, equipo en el que jugaría durante cuatro años.
El 22 de febrero de 2011, fue traspasado a los New York Knicks, en un intercambio entre tres equipos.
El 12 de diciembre de 2011, firma por Toronto Raptors, pero es cortado el 15 de marzo de 2012.
Tras no encontrar equipo ese verano, se retira con 36 años, después de 13 temporadas en la NBA.

### Entrenador
En septiembre de 2013, Carter fue nombrado entrenador asistente de los Austin Toros de la NBA D-League.
El 31 de julio de 2015, se une al cuerpo técnico de Sacramento Kings como asistente.
El 22 de septiembre de 2016, es nombrado entrenador asistente de los Sioux Falls Skyforce en la D-League.
En septiembre de 2018, se une al cuerpo técnico de Miami Heat como desarrollador de jugadores.
En julio de 2023 se confirma su incorporación como asistente técnico en los Memphis Grizzlies.

## Estadísticas de su carrera en la NBA

### Temporada regular
| Año     | Equipo      | PJ  | PT  | MPP  | %TC  | %3P  | %TL   | RPP | APP | ROB | TPP | PPP |
| ------- | ----------- | --- | --- | ---- | ---- | ---- | ----- | --- | --- | --- | --- | --- |
| 1999–00 | Miami       | 79  | 30  | 23.5 | .395 | .130 | .750  | 2.5 | 4.8 | 1.2 | .1  | 6.3 |
| 2000–01 | Miami       | 72  | 6   | 22.6 | .406 | .150 | .631  | 2.5 | 3.7 | 1.0 | .1  | 6.4 |
| 2001–02 | Miami       | 46  | 18  | 22.8 | .342 | .053 | .528  | 2.5 | 4.7 | 1.1 | .1  | 4.3 |
| 2002–03 | Miami       | 49  | 26  | 18.6 | .356 | .000 | .660  | 1.7 | 4.1 | .9  | .1  | 4.1 |
| 2003–04 | San Antonio | 5   | 2   | 17.4 | .297 | .000 | .000  | 2.2 | 2.4 | .8  | .0  | 4.4 |
| 2004–05 | Minnesota   | 66  | 12  | 11.2 | .407 | .118 | .686  | 1.0 | 2.4 | .5  | .3  | 2.7 |
| 2005–06 | Minnesota   | 45  | 8   | 13.1 | .387 | .267 | .727  | 1.4 | 2.2 | .5  | .2  | 3.3 |
| 2006–07 | Denver      | 2   | 0   | 18.5 | .375 | .000 | .000  | 1.5 | 5.5 | .0  | .5  | 3.0 |
| 2007–08 | Denver      | 70  | 67  | 28.0 | .458 | .349 | .753  | 2.9 | 5.5 | 1.5 | .4  | 7.8 |
| 2008–09 | Denver      | 78  | 5   | 22.9 | .433 | .239 | .731  | 2.6 | 4.7 | 1.2 | .2  | 5.3 |
| 2009–10 | Denver      | 54  | 7   | 15.9 | .420 | .270 | .846  | 1.6 | 3.0 | .7  | .2  | 3.3 |
| 2010–11 | Denver      | 14  | 0   | 10.9 | .333 | .333 | 1.000 | .9  | 1.9 | .6  | .1  | 1.9 |
| 2010–11 | New York    | 19  | 0   | 16.3 | .461 | .286 | 1.000 | 2.1 | 2.3 | 1.0 | .3  | 4.4 |
| 2011–12 | Toronto     | 24  | 0   | 8.7  | .321 | .294 | .800  | 1.4 | 1.4 | .3  | .2  | 2.0 |
| Total   | Total       | 623 | 181 | 19.6 | .404 | .250 | .706  | 2.1 | 3.8 | 1.0 | .2  | 4.8 |

### Playoffs
| Año     | Equipo   | PJ | PT | MPP  | %TC   | %3P  | %TL   | RPP | APP | ROB | TPP | PPP |
| ------- | -------- | -- | -- | ---- | ----- | ---- | ----- | --- | --- | --- | --- | --- |
| 1999–00 | Miami    | 10 | 3  | 27.5 | .416  | .167 | .750  | 4.0 | 5.6 | 1.2 | .2  | 7.7 |
| 2000–01 | Miami    | 3  | 1  | 23.0 | .474  | .000 | .000  | 2.0 | 3.7 | .7  | .3  | 6.0 |
| 2006–07 | Denver   | 1  | 0  | 14.0 | 1.000 | .000 | .000  | 1.0 | 2.0 | .0  | .0  | 8.0 |
| 2007–08 | Denver   | 4  | 1  | 15.3 | .286  | .000 | .000  | 2.5 | 3.5 | .2  | .2  | 2.0 |
| 2008–09 | Denver   | 16 | 0  | 14.3 | .408  | .167 | .500  | 2.0 | 2.1 | .9  | .1  | 2.8 |
| 2009–10 | Denver   | 1  | 0  | 7.0  | .000  | .000 | .000  | .0  | 3.0 | .0  | .0  | .0  |
| 2010–11 | New York | 4  | 0  | 12.3 | .533  | .333 | 1.000 | 2.0 | 1.5 | .5  | .2  | 4.8 |
| Total   | Total    | 39 | 5  | 18.0 | .430  | .148 | .696  | 2.5 | 3.2 | .8  | .2  | 4.5 |